# لويز ميشيل
كانت لويز ميشيل (29 مايو 1830 - 9 يناير 1905) معلمة وشخصية هامة في كومونة باريس. اتبعت اللاسلطوية بعد ترحيلها الجزائي. عندما عادت إلى فرنسا، برزت بوصفها لاسلطوية فرنسية هامة، وواصلت جولات المحادثات في جميع أنحاء أوروبا. وصفها الصحفي بريان دوهرتي بـ«سيدة اللاسلطوية الفرنسية الكبرى».

## سيرتها

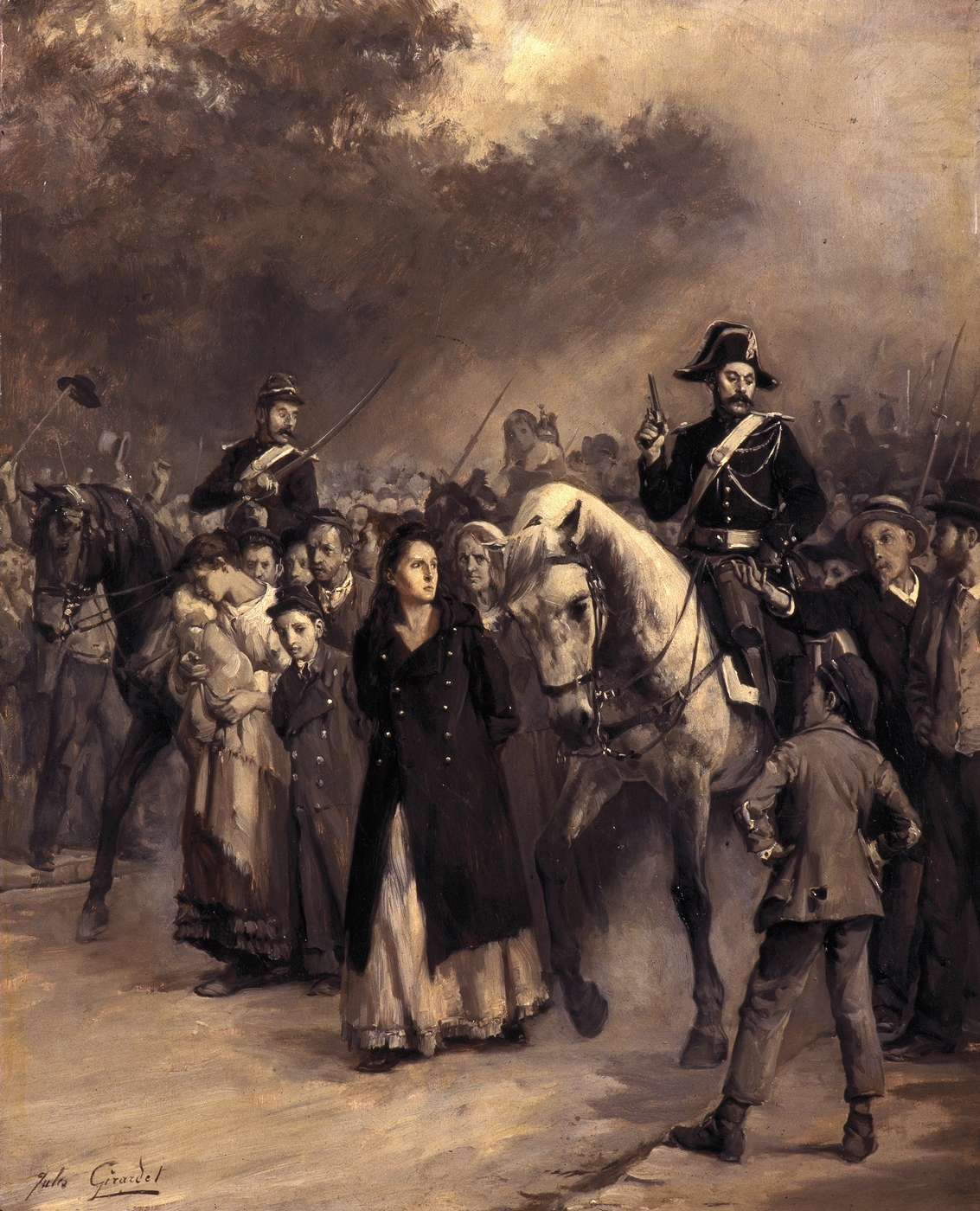
اعتقال لويز ميشيل في مايو 1871.

وُلدت لويز ميشيل في 29 مايو 1830 بوصفها الابنة غير الشرعية للخادمة، ماريان ميشيل. رباها جدّاها؛ شارلوت وتشارلز إتيان دوماي، في شمال شرق فرنسا. أمضت طفولتها في قصر في فرونكورت لا كوت، وتلقت تعليمًا ليبراليًا. عندما توفي جداها، أكملت تدريب المعلمين وعملت في القرى.
في عام 1865، افتتحت ميشيل مدرسة في باريس، عُرفت بأساليبها الحديثة والمتطورة. تبادلت ميشيل المراسلات مع الفرنسي الرومانسي البارز؛ فكتور هوغو وبدأت بنشر الشعر. شاركت في السياسة الراديكالية لباريس، وكان من بين شركائها أوجوست بلانكي، وجول فاليس، وثيوفيل فيريه. في عام 1869، أعلن أندريه ليو عن المجموعة النسائية «جمعية المطالبة بالحقوق المدنية للمرأة». كان من بين أعضاء المجموعة ميشيل، وباول مينك، وإليسكا فنسنت، وإيلي ريكلوس وزوجته نيومي، ومدام جولس سيمون، وكارولين دي بارو وماريا ديريم. بسبب اتساع نطاق الآراء، قررت المجموعة التركيز على موضوع تحسين تعليم الفتيات. كانت المجموعة المعروفة بـ«مطالبة حقوق المرأة»، على صلة وثيقة مع الجمعية التعاونية للعمال والعاملات. وعليه، وقعت زوجات أعضاء التعاونية العسكرية بيان يوليو 1869 لمطالبة حقوق المرأة. دُعم هذا البيان أيضًا من قبل صوفي دوكترينال، إذ وقعت مع سيترويان بواريير التي ستصبح لاحقًا شريكة مقربة لميشيل في كومونة باريس. في يناير 1870، حضرت ميشيل وليو جنازة فيكتور نوير. أعربت ميشيل عن خيبة أملها لعدم استخدام موت نوير للإطاحة بالإمبراطورية. في بداية حصار باريس، في نوفمبر 1870، صرح ليو في محاضرة «إنها ليست مسألة متعلقة بممارسة سياساتنا، نحن بشر، هذا كل شيء».

### كومونة باريس
أثناء الحصار، أصبحت ميشيل جزءًا من الحرس الوطني. عندما أعلِن عن كومونة باريس، انتُخبت رئيسة للجنة اليقظة النسائية في مونمارتر. وبالتالي، شغلت ميشيل دورًا رائدًا في الحكومة الثورية في كومونة باريس. في أبريل 1871، ألقت نفسها في الكفاح المسلح ضد الحكومة الفرنسية. تواءمت على نحو وثيق مع فيريه وراؤول ريغولت، وهما من أكثر أعضاء كومونة باريس عداءً. غير أن فيريه وريغولت أقنعاها بعدم تنفيذ خطتها لاغتيال أدولف تيير؛ الرئيس التنفيذي للحكومة الوطنية الفرنسية. عوضًا عن ذلك، قاتلت ميشيل مع الكتيبة الحادية والستين لمونمارتر ونظمت محطات للإسعاف. في مذكراتها، كتبت لاحقًا «أوه، أنا متوحشة تمامًا، أحب رائحة البارود، والمقذوفات العنقودية محلقة في الهواء، ولكن في المقام الأول، أنا مخلصة للثورة".
قامت المرأة بدور رئيسي في كومونة باريس. لم تترأس اللجان فحسب، بل بنَت المتاريس (الحواجز) وشاركت في العنف المسلح أيضًا. بررت ميشيل إيديولوجيًا قيام ثورة مسلحة قائلة: «نزلت من التل، وبندقيتي تحت معطفي، صارخة: الخيانة!... موتانا سيحررون باريس». كانت ميشيل من بين المقاتلين القلائل الناجين من كومونة باريس وعبرت: «ربما يكون صحيحًا أن النساء يحببن التمرد. نحن لسنا أفضل من الرجال فيما يتعلق بالسلطة، لكن السلطة لم تفسدنا بعد». في مذكراتها، اعترفت ميشيل بأن حقائق الحكومة الثورية عززت من عزمها على إنهاء التمييز ضد المرأة. فيما يتعلق بموقف رفقائها الذكور، كتبت «كم مرة ذهبت، خلال الكومونة، مع رجل حراسة وطني أو جندي، إلى مكان لم يتوقعوا أن يتعاملوا فيه مع امرأة؟». تحدت رفقاءها «بلعب دور في النضال لحقوق المرأة، بعد أن حصل الرجال والنساء على حقوق الإنسانية جمعاء؟».
في ديسمبر 1871، أحيلت ميشيل إلى المجلس السادس  للحرب بتهمة ارتكاب جرائم من بينها محاولة الإطاحة بالحكومة، وتشجيع المواطنين على تسليح أنفسهم، واستخدامها للأسلحة وارتداء الزي العسكري. بِتَحدٍ، تجرأت على القضاة بإصدار حكم الموت عليها، قائلة «يبدو أن كل قلب يصرخ من أجل الحرية لا يملك حقًا سوى القليل من الرصاص، لذا أنا أطالب بحقي». حُكم على ميشيل بالترحيل الجزائي. يُقدر أن 20,000 من المدافعين عن كومونة باريس أعدِموا بإجراءات موجزة. كانت ميشيل من بين 10,000 داعم للكومونة الذين حُكم عليهم بالترحيل.

### ترحيلها
بعد عشرين شهر في السجن، حُملت ميشيل على متن الفرقاطة (سفينة حربية) فيرجينيه في 8 أغسطس 1873، لترحيلها إلى كاليدونيا الجديدة، حيث وصلت بعد أربعة أشهر. أثناء تواجدها على متن السفينة، تعرفت على هنري روشفورت، وهو مُساجل شهير، الذي أصبح صديقها لمدى حياتها. قابلت أيضًا ناتالي ليميل، وهي شخصية أخرى نشطة في الكومونة. كانت علاقتها بهذه الأخيرة ما قادها لتصبح لاسلطوية. بقيت في كاليدونيا الجديدة لسبع سنوات، وصادقت شعب الكاناك المحليين. تعلمت عن ثقافة الكاناك من الصداقات التي جمعتها مع شعب الكاناك، من خلال اهتمامها بأساطيرهم وكونياتهم ولغاتهم، خاصةً البسلاما الكريولية. علّمت الفرنسية للكاناك، ووقفت إلى جانبهم في ثورة الكاناك عام 1878. في العام التالي، حصلت على إذن بأن تصبح معلمة في العاصمة نوميا لأطفال المُرحّلين، ومن بينهم العديد من القبايل الجزائريين («جزائريو كاليدونيا الجديدة»)، من ثورة الشيخ المقراني عام 1871. 

### عودتها إلى فرنسا
في عام 1880، مُنح العفو العام لمن شاركوا في كومونة باريس. عادت ميشيل إلى باريس، ولم يضعف شغفها الثوري. ألقت خطابًا علنيًا في 21 نوفمبر 1880، وواصلت نشاطها الثوري في أوروبا، إذ حضرت الكونغرس اللاسلطوي في لندن عام 1881، حيث قادت المظاهرات وتحدثت إلى حشود ضخمة. أثناء وجودها في لندن، حضرت أيضًا اجتماعات في راسل سكوير؛ موطن البانكهيرست، حيث تركت انطباعًا خاصًا عن سيلفيا بانكهيرست الشابة. في فرنسا قامت بحملة ناجحة، بالاشتراك مع تشارلز مالاتو وفيكتور هنري روشفورت، من أجل منح العفو أيضًا للمرحلين الجزائريين في كاليدونيا الجديدة. 
في مارس 1883، قادت ميشيل وإميل بوجيه مظاهرة للعمال العاطلين عن العمل. في أحداث شغب لاحقة، نُهبت ثلاثة مخابز. كما يُقال، قادت ميشيل هذه المظاهرة بعلم أسود، الذي أصبح منذ ذلك الحين رمزًا لللاسلطوية. حوكمت ميشيل بسبب أفعالها في أعمال الشغب، واستخدَمت المحكمة للدفاع علنًا عن مبادئها اللاسلطوية. حُكم عليها بالحبس الانفرادي لمدة ست سنوات بتهمة التحريض على النهب. كانت ميشيل متحدية، فبالنسبة لها، كان مستقبل الجنس البشري على المحك، «عالم دون مُستغلِين ودون مستغلَين». أطلِق سراح ميشيل في عام 1886، في نفس وقت إطلاق سراح بيوتر كروبوتكين وغيرهم من اللاسلطويين البارزين.

## روابط خارجية
- لويز ميشيل على موقع IMDb (الإنجليزية)
- لويز ميشيل على موقع الموسوعة البريطانية (الإنجليزية)
- لويز ميشيل على موقع ميوزك برينز (الإنجليزية)